# Craig Thorne
Craig Thorne, född 3 januari 2001, är en friidrottare från Kanada. Han deltog vid olympiska sommarspelen 2024.